# Formigó projectat

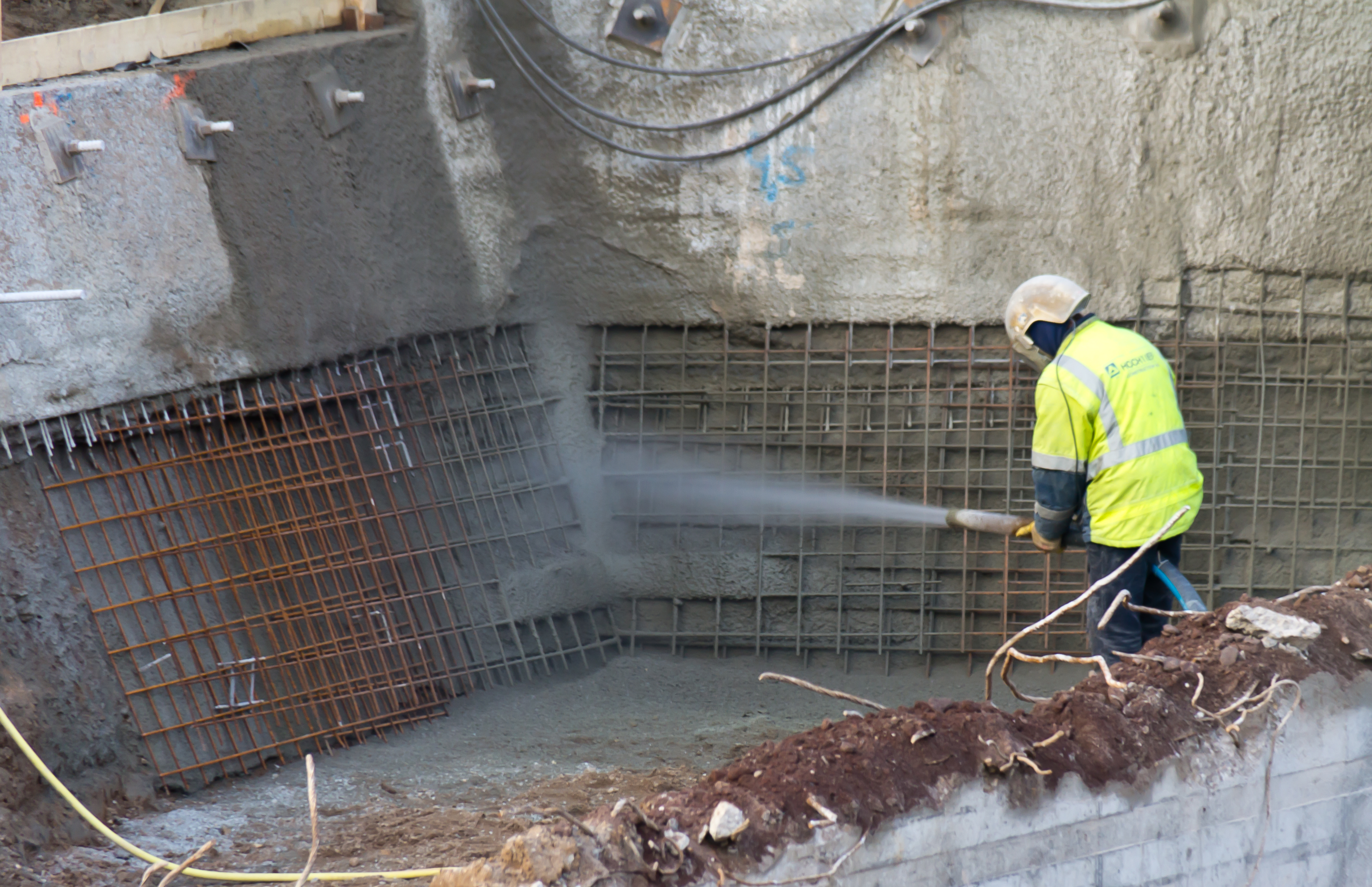
Formigó projectat

El formigó projectat o gunitat (shotcrete, gunite) és un procés pel qual es projecta formigó a alta velocitat sobre una superfície, usant una mànega on s'impulsa mitjançant aire comprimit, per conformar elements estructurals o no estructurals en edificacions. La mescla que s'utilitza per a aquest tipus de formigó és relativament seca i es consolida per la força de l'impacte, desenvolupant una força de compressió similar al formigó normal o al formigó d'alta resistència, depenent del dosatge usat.

## Propietats
Són més o menys semblants a les del formigó clàssic, notablement pel que fa a la densitat aparent, a la resistència a la compressió, a la tracció i al cisallament. En canvi, gràcies a la seva estructura particular, el formigó projectat és més impermeable i més resistent a les gelades que el formigó tradicional de la mateixa composició. A més, el formigó projectat presenta una característica notable: S'adhereix a la superfície d'aplicació i permet obtenir la forma de superfície desitjada.

## Dosatge
Generalment es recomana dosar els materials en pes. La corba de composició haurà de tenir una granulometria que encaix en el fus granulométrico corresponent, normalment 0-8 o 0-12. Així, com a primera aproximació, el dosatge de ciment serà d'uns 400 kg/m3, podent-se rebaixar si es emplea fum de sílice o acelerantes lliures de álcalis.
En el cas de la via humida, la relació aigua/ciment estarà compresa generalment entre 0,40 i 0,50, en funció entre d'altres, de la variació del mòdul de finura dels àrids i la seva naturalesa, amb la finalitat d'aconseguir una consistència adequada per a la màquina de projecció (con entre 12 i 18). El límit superior no s'haurà d'excedir per garantir que la química dels acelerantes i superplastificantes, indispensable en aquesta aplicació, funcioni adequadament.
El dosatge usual dels acelerantes d'enduriment és del 4 al 5 % del pes del ciment tant en pols com en líquid, excepte els acelerantes a força de silicat, ja en desús, que necessiten dosatges del 10 al 12 %. El dosatge dels superplastificantes i estabilitzadors s'establirà mitjançant proves en la mateixa obra, i dependrà dels àrids, del ciment, i del temps de manejabilitat.
L'addició a força de fum de sílice pols s'afegirà en un dosatge entre el 4 i el 10 %, i les cendres volants en un percentatge no superior al 15 o 20 %, segons el tipus de ciment.
Sempre és necessari realitzar assajos previs en la mateixa obra amb la finalitat d'ajustar dosatges d'àrids, ciment, aigua, additius i addicions d'acord amb les condicions existents, per complir amb els requisits del projecte.
Per a la preparació de la mescla del formigó, tant en via seca com en via humida, es recomana emplear una planta amb mescladora, si pot ser d'eix vertical, ja que les exigències tècniques i les característiques de sosteniment obliguen a una preparació i mescla dels components homogènia, sobretot amb la incorporació d'addicions i additius, fonamentals a la tecnologia del formigó projectat.
Moltes de les causes del mal funcionament de les màquines de projectar, són ocasionades per una mescla en plantes dosificadores sense mescladora, o la incorporació dels additius i addicions en el tall d'aplicació sense un pastat adequat.
Sent el formigó projectat un material tan utilitzat en el sosteniment de túnels i talusos, la seva aplicació no deu deixar-se a l'atzar, sinó per contra, necessita instal·lacions ben estudiades, que permetin desenvolupar una mescla i transport adequats segons les normes establertes, per aconseguir en el formigó les característiques finals d'acord amb els requeriments sol·licitats pel projectista.
No s'ha d'oblidar que el sosteniment d'un túnel o talús té, a més de la fi constructiva, una responsabilitat en la seguretat dels equips i dotacions humanes que intervenen en l'obra.
Un altre aspecte bàsic és l'estudi de les característiques dels àrids; granulometries, densitat, humitat, i coeficient d'absorció. El control d'aquests paràmetres és fonamental punt en les fases inicials de disseny de la mescla, com en la fase d'execució.

## Usos
El formigó projectat o shotcrete ha estat utilitzat amb èxit, des de la seva invenció en 1911, per a una àmplia varietat d'usos en l'edificació, tant en edificacions residencials i obres civils com per a revestiment de túnels, ponts, sistemes de contenció i estabilització de talusos i túnels, sitges de dipòsits, piscines, preses i canals, rehabilitació d'estructures en general, protecció ignífuga per a l'acer, en superfícies horitzontals, verticals o estructures corbes.
Encara que el seu ús amb prou feines s'està coneixent mundialment, ja porta diverses dècades d'ús en alguns països, amb molt èxit, ja que no necessita encofrats i les superfícies sobre les quals pot ser aplicat poden ser uniformes o irregulars.
Moderns sistemes de construcció ràpida de cases incorporen aquest mètode per a un aïllament climatològic, ignífug i hidrófug més eficaç, ja que el formigó és projectat sobre una armadura d'acer que està lligada a un poliestirè. El formigó en forjar endureix i conforma una estructura estable i pot portar qualsevol tipus d'acabat convencional.

## Forma d'aplicació
Normalment es necessiten dos o tres operaris, un que sosté l'injector o cap de la mànega i decideix cap a quin costat es projecta, un altre que ajuda a sostenir la mànega i un tercer que vigila la formigonera, en cas que la mescla sigui preparada en el lloc.
La mànega ha de ser col·locada fent angle recte amb la superfície a projectar, a una distància entre 60 i 180 cm. En la majoria dels casos, el formigó projectat pot ser projectat en una sola fase o passada, amb un gruix que pot variar entre 2,5 i 5 cm.
Una vegada projectat el formigó, es poden fer diferents acabats, incloent el rústic que seria el natural que es forma en projectar-ho, l'acabat amb escombra o raspall que cregui una superfície com de palla, el semi-rústic que s'aconsegueix passant-li taujana o, finalment el llis, que s'aconsegueix usant els mètodes convencionals per allisar la superfície d'un morter.